# Маймеча
Маймеча (Ведмежа) (рос. Маймеча, Медвежья) — річка у Східному Сибіру, на Крайній Півночі Росії, протікає територією Евенкійського та Таймирського Долгано-Ненецького районів Красноярського краю. Права і найбільша притока річки Хети. Належить до водного басейну річки Хатанги → моря Лаптєвих.

## Географія
Річка бере свій початок на плато Путорана з трьох озер, які послідовно впадають одне в одне: Арилах, Суола та Хамир, на висоті 643 м над рівнем моря. Тече у сильно звивистому, часто меандровому руслі, на північний схід, потім після впадіння правої притоки Нелбогор, повертає і тече на північний захід. Після виходу із плато Путорана, після впадіння лівої притоки Коготок (за 113 км від гирла) протікає по Північно-Сибірській низовині Таймирського півострова у заболоченій долині, розбивається на рукави і утворює численні острови. Впадає з правого берега, у річку Хету, за 143 км від її гирла та на 5 км нижче села Катирик, Таймирського Долгано-Ненецького району, на висоті 5 м.
Довжина річки — 650 км. Від витоку Маймечи до гирла Хети відстань становить 793 км, що на 189 км більше за довжину самої Хети (604 км). Площа басейну — 26 500 км². Повне падіння рівня русла від витоку до гирла становить 638 м, що відповідає середньому похилу русла — 0,98 м/км.
Швидкість течії міняється в залежності від рельєфу поверхні, і коливається в межах 0,7-1,0 м/с — у верхній течії, 0,7-1,2 — в середній та 0,6-0,3 у нижній течії. Ширина русла у верхній течії доходить до 28-72 м, при глибині — 1,1-2,0 м, в середній течії ширина доходить до 105—125 м, місцями до 140—177 м, при глибині — 1,0-3,0 м; в нижній течії ширина коливається в межах 140—228 м, у самому пониззі доходить до 235—285 м, при глибині — до 2,0-3,8 м, у пониззі 5,0-7,0 м. Дно русла річки у верхній, частково середній течії та пониззі складається із твердих ґрунтових порід, місцями у середній та нижній течії  — кам'янисте. У пониззі зустрічаються піщані наноси. У середній течії та гірській частині нижньої — зустрічаються численні пороги. Береги річки не заселені, населені пункти із постійним проживанням мешканців відсутні.

### Гідрологія
Живлення снігове та дощове. Середньорічна витрата води у нижній частині близько 285 м³/с.
Весняна повінь триває з кінця травня до кінця червня. Вона змінюється літніми паводками. З вересня по травень — глибока межень.

## Фауна та флора
На берегах річки розташовані пасовища оленів. За неперевіреними даними, взимку 2001 року, в районі річки були помічені два стада вівцебиків.
У верхній та середній течії переважає рідколісся хвойних порід дерев. У нижній частині басейну ростуть як хвойні (модрина), так і широколистяні ліси.

## Притоки
Річка Маймеча приймає близько сотні приток, довжиною 10 км і більше. Найбільших із них, довжиною понад 50 км і більше — 13, із них понад 100 км — 3 (від витоку до гирла):
| Назва притоки        | Довжина,(км) | Площа водозбірного басейну, (км²) | Відстань від гирла р. Маймечи (км) | Витрата води,(м³/с) |
| -------------------- | ------------ | --------------------------------- | ---------------------------------- | ------------------- |
| → Янгиса             | 67           | 454                               | 585                                |                     |
| → Мирюка             | 87           | 600                               | 572                                |                     |
| → Ілюма              | 57           | 498                               | 572                                |                     |
| ← Чигиди             | 108          | 932                               | 542                                |                     |
| → Кунтикахи          | 143          | 2570                              | 524                                |                     |
| → Куенг-Юрех (Чопко) | 63           | 674                               | 401                                |                     |
| → Уадай-Паастах      | 55           | 846                               | 283                                |                     |
| → Амбардаах          | 235          | 6640                              | 280                                |                     |
| ← Чопко              | 50           | 351                               | 118                                |                     |
| → Коготок            | 52           | 362                               | 113                                |                     |
| → Делькан            | 63           | 594                               | 91                                 |                     |
| ← Гуля               | 66           | 487                               | 75                                 |                     |
| → Контай-Балаганнах  | 79           | 460                               | 47                                 |                     |

## Острови
Русло Маймечи, особливо його нижня, рівнинна частина всіяне великою кількістю островів, найбільші із них (від витоку до гирла): Ари, безіменний острів протоки Усун-Тедюлех, Боро та Тедюлех (у гирлі).